# Novomikhàilovka (Baixkíria)
|  | Per a altres significats, vegeu «Novomikhàilovka». |

Novomikhàilovka (en rus: Новомихайловка) és un poble de Baixkíria, a Rússia, que en el cens del 2010 tenia 2 habitants. Pertany al districte de Iermolàievo.